# Église Notre-Dame-de-l'Assomption de Chandai
L'église Notre-Dame-de-l'Assomption de Chandai est une église située à Chandai, dans le département de l'Orne, en France.

## Localisation
L'église Notre-Dame est située au centre du village de Chandai. Elle dépend de la paroisse catholique de « Saint Martin en Ouche » au sein du diocèse de Séez.

## Histoire
L'église date de la fin du XVe siècle ou du début du XVIe siècle. Le clocher initial, qui se trouvait sur le faîte de la nef, a été détruit lors d'un incendie le 3 septembre 1841. Il a été reconstruit en 1847 sous forme d'un clocher-tour juxtaposé au flanc droit de la nef.

## Description
L'église Notre-Dame-de-l'Assomption est un édifice bâti selon un plan en croix avec une orientation est - ouest (le chœur étant orienté à l'est et le porche à l'ouest).
Le clocher-tour est édifié contre le mur méridional de la nef, au niveau du porche. La tour, construite en brique, repose sur une base carrée et s'élève sur trois étages de forme octogonale, couronnée d'un lanternon et d'une petite flèche.
L'église abrite une crypte comportant quatre caveaux funéraires où reposent le huitième duc de la Force et des membres de sa famille.
Le mobilier, datant du XIXe siècle, est de style néo-gothique tout comme l'autel dont la face avant comporte des sculptures en boiseries représentant saint Pierre avec une clé, saint Paul avec un glaive et, au centre, la Cène.

## Galerie de photographies

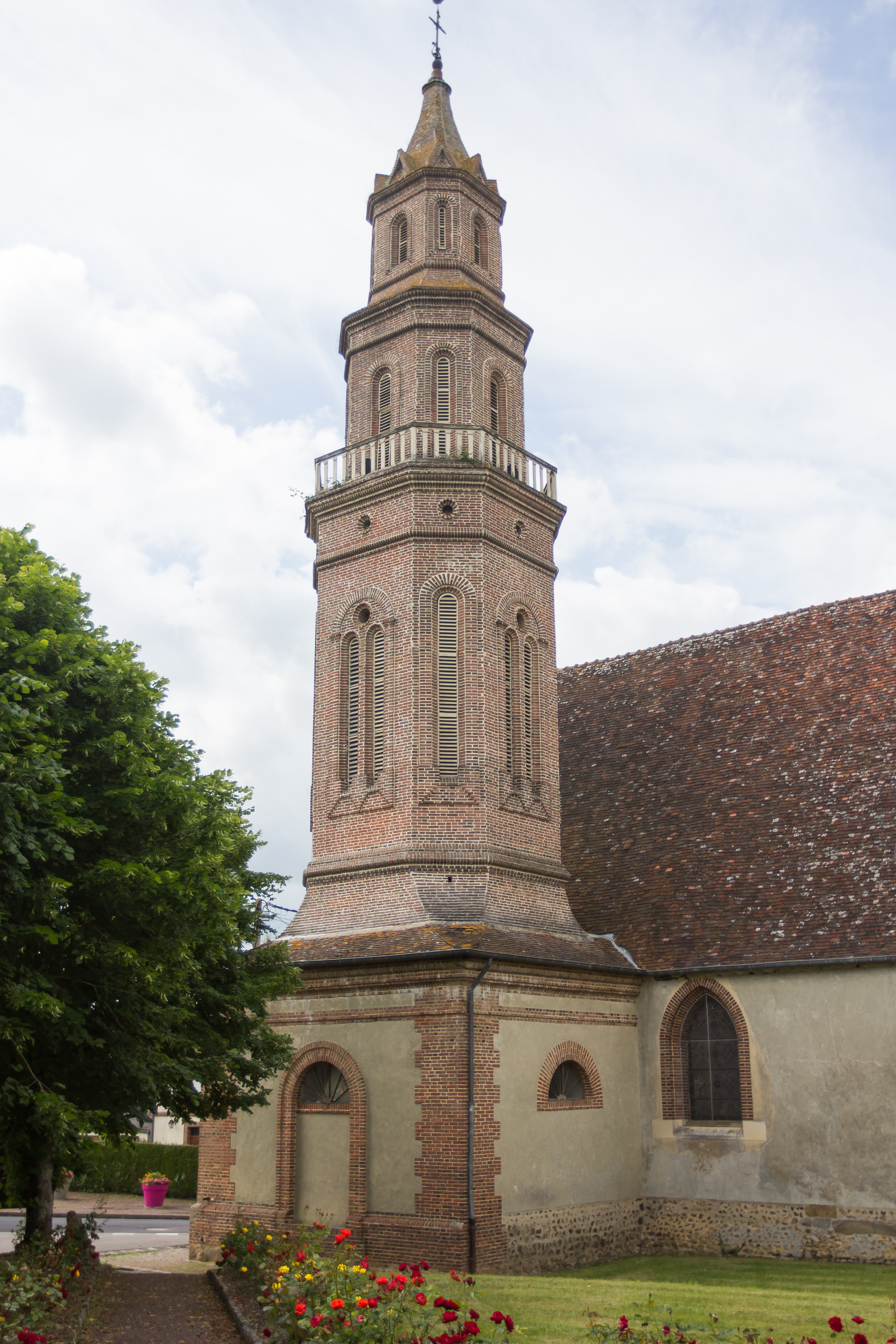
La tour clocher.
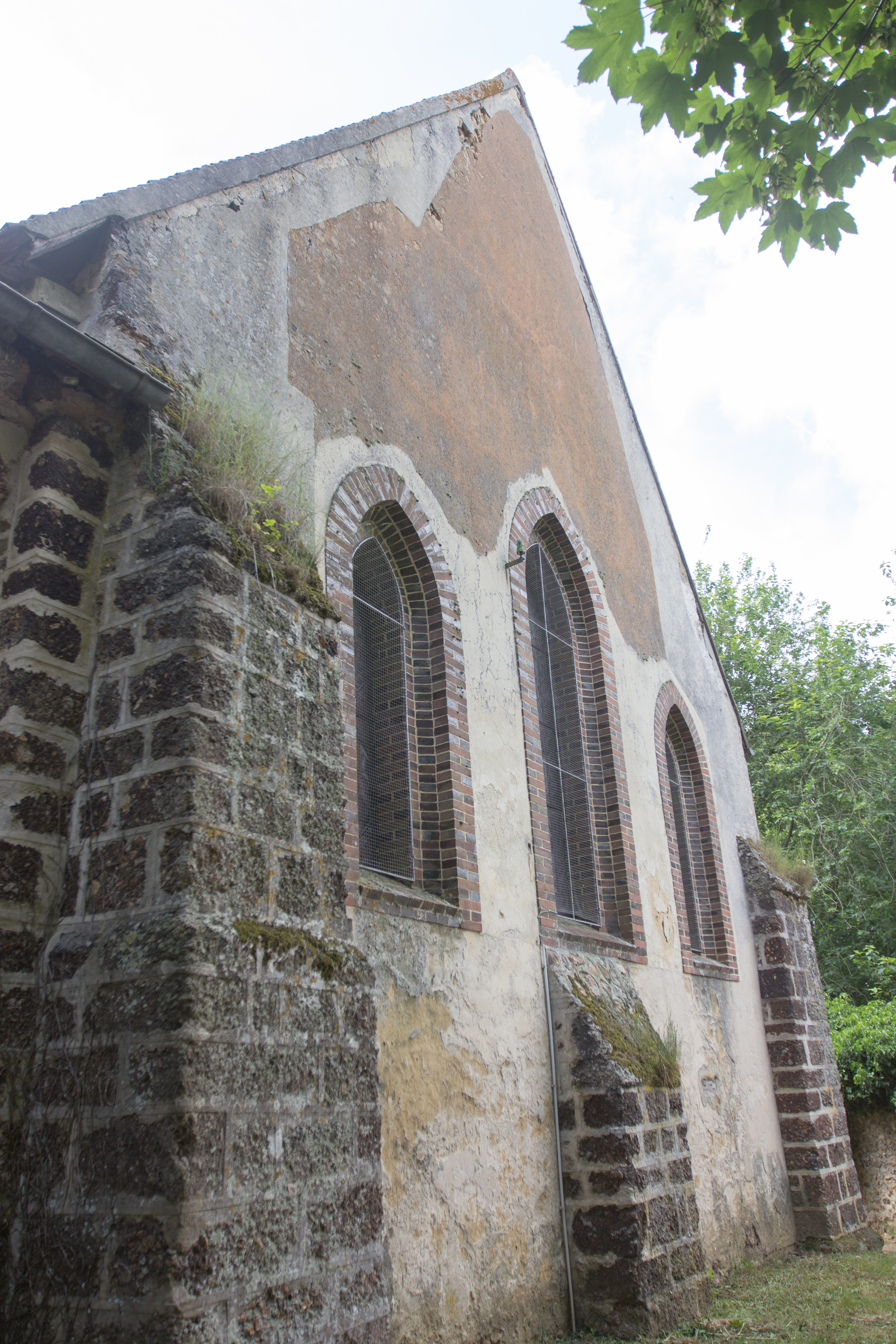
Vue extérieure du chevet.
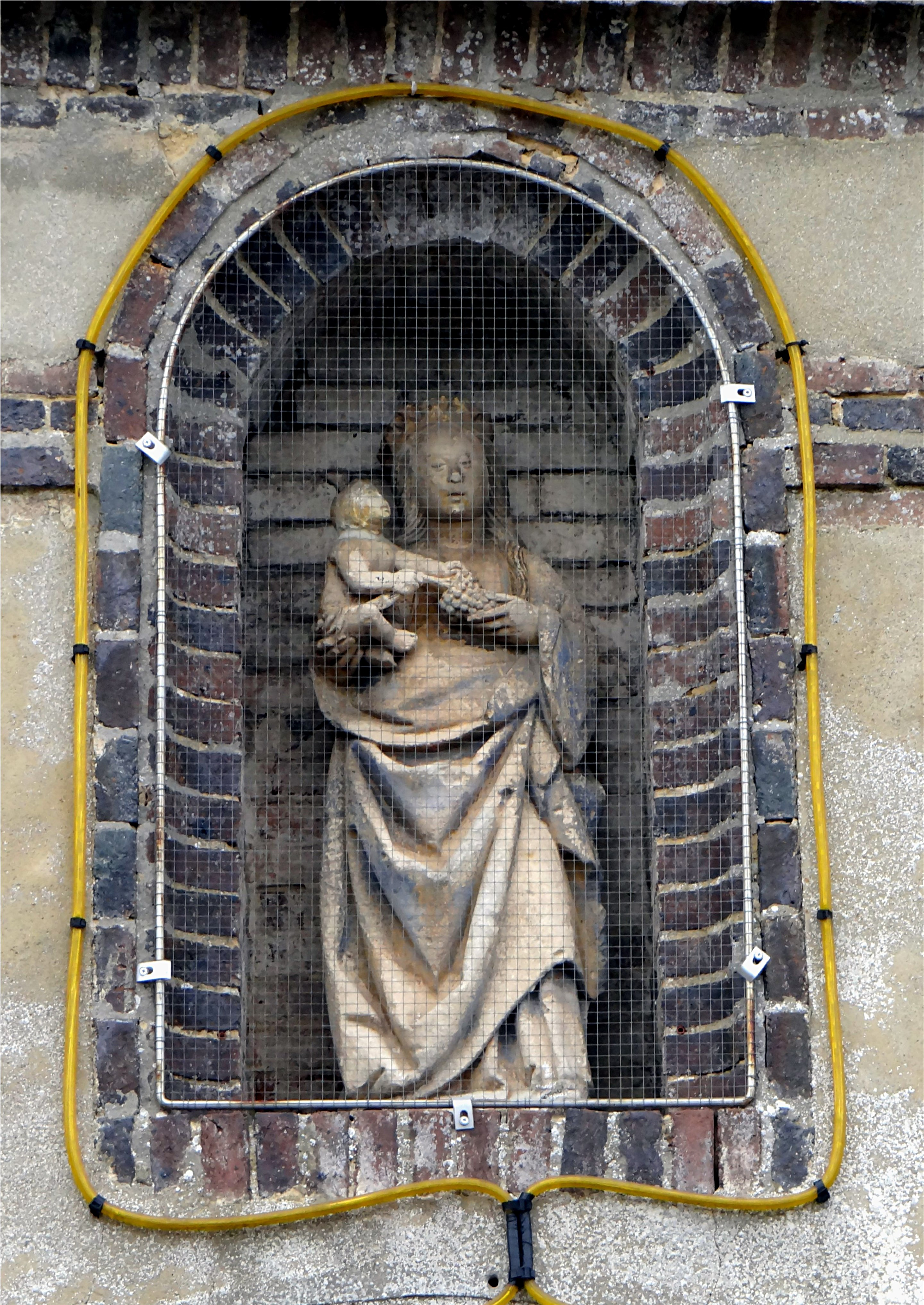
Statue de Notre-Dame au dessus du porche.
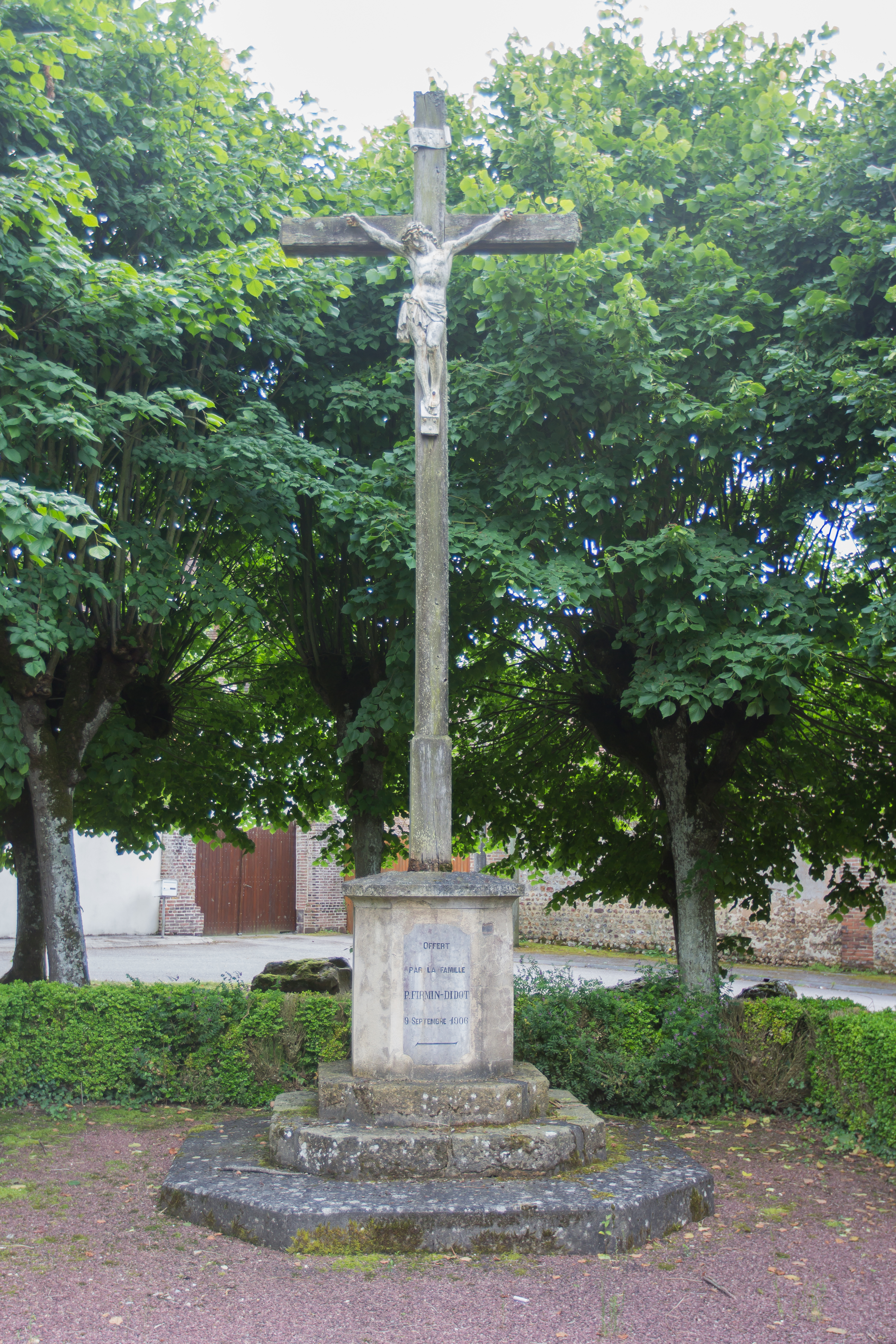
Crucifix à l'extérieur de l'église.